# مرکیت
مرکیت (مغولی: Мэргид) یکی از پنج ایل بزرگ کنفدراسیون مردمان ترک یا بعدها مغول در قرن دوازدهم در فلات مغول بود.
مرکیت(به معنای ماهر/دانامغولی: ᠮᠡᠷᠬᠢᠳ ; Мэргид؛ چینی ساده: 蔑儿乞; چینی سنتی: 蔑兒乞; پین‌یین: Miè’érqǐ) یکی از پنج اتحادیه قبیله‌ای بزرگ (‘‘خانلیگ’’) بود که احتمالاً مغول یا ترک زبان در قرن 12 در فلات مغولستان  بودند.
مرکیت‌ها در حوضه‌های رودخانه‌های سلنگا و پایین‌ترین قسمت رودخانه اورخون (جنوب مدرن بوریاتیا و استان سلنگه) زندگی می‌کردند. پس از 20 سال نبرد، آن‌ها در سال 1200 توسط چنگیز خان شکست خوردند و در امپراتوری مغول گنجانده شدند.

## واژه‌شناسی
کلمه ‘‘مرگد’’ (мэргэд) یک فرم جمع است که از کلمه زبان مغولی ‘‘مرگن’’ (мэргэн) گرفته شده است که هم به معنای “دانا” و هم به معنای “شلیک‌کننده ماهر” است، به عنوان مثال در استفاده ماهرانه از کمان و تیر. این کلمه نیز در بسیاری از عبارات استفاده می‌شود که در آن‌ها به جادو، فال، عرافی، پیشگویی یا قدرت مذهبی اشاره می‌شود. زبان مغولی تفاوت واضح صرفی یا نحوی بین اسم و صفت ندارد، بنابراین ‘‘مرگن’’ ممکن است به معنای “حکیم” باشد به همان اندازه که به معنای “دانا” یا به معنای “ماهر” باشد به همان اندازه که به معنای “استاد”. ‘‘مرگد’’ جمع می‌شود به عنوان “دانایان” یا “شلیک‌کنندگان ماهر”. در حالت عمومی، ‘‘مرگن’’ معمولاً کسی را نشان می‌دهد که در امور خود دانا و ماهر است.